# Jeffrey Epstein
Jeffrey Edward Epstein (Nova York, 20 de gener de 1953 - Nova York, 10 d'agost de 2019) va ser un financer bilionari estatunidenc d'origen jueu, condemnat per delictes d'agressió sexual.

## Biografia
Epstein va començar la seva vida professional com a professor, però després va passar al sector bancari i financer en diversos papers. Va començar treballant al banc d'inversions Bear Stearns, abans de crear la seva pròpia empresa, J. Epstein & Co.

### Abusos sexuals
Va desenvolupar un cercle social d'elit i va tractar amb moltes dones, incloses nenes menors d'edat, que després van patir abús sexual d'ell i alguns dels seus contactes.
El 2005, la policia de Palm Beach (Florida) va començar a investigar-lo després que un pare es queixés que havia abusat sexualment de la seva filla de 14 anys.

### Condemnes
Epstein es va declarar culpable i va ser condemnat el 2008 per un tribunal estatal de Florida d'incitar una noia menor d'edat a la prostitució, així com de sol·licitar una prostituta. Va complir gairebé 13 mesos de presó preventiva, però amb una extensa llibertat per a treballar. Només va ser condemnat per aquests dos delictes com a part d'un acord de col·laboració judicial. De fet, els oficials federals van identificar 36 noies, algunes de menys de 14 anys, de les quals Epstein va abusar sexualment.
Epstein va ser arrestat de nou el 6 de juliol de 2019, amb acusacions federals per tràfic sexual de menors a Florida i Nova York.
Epstein va mantenir una associació durant dècades amb Ghislaine Maxwell, que es va enfrontar a acusacions persistents d'incitar i traficar sexualment a nenes menors d'edat per a ell. Epstein també va mantenir una amistat durant molts anys amb el príncep Andreu de York, que va renunciar a les funcions reials per la seva vinculació amb Epstein.

### Suïcidi a la presó
El 10 d'agost de 2019 va morir a la seva cel·la del Centre Correccional Metropolità de Manhattan. L'examinador mèdic va dictaminar la mort com a suïcidi, tot i que els advocats d'Epstein van disputar la sentència juntament amb un enorme escepticisme generalitzat sobre la veritable causa de la seva mort. Com que la seva defunció va eliminar la possibilitat de perseguir acusacions penals, el 29 d'agost de 2019 un jutge va desestimar totes les acusacions penals.

## Gravacions de vídeo
Epstein va instal·lar càmeres ocultes en nombrosos llocs de les seves propietats per suposadament gravar l'activitat sexual amb noies menors d'edat de persones prominents amb fins delictius com el xantatge. Ghislaine Maxwell, núvia i companya d'Epstein durant molt de temps, va dir a un amic que l'illa privada d'Epstein a les Illes Verges estava completament cablejada per a vídeo i l'amic creia que Maxwell i Epstein estaven gravant tothom a l'illa com una pòlissa d'assegurança. Quan la policia va registrar la seva residència de Palm Beach el 2006, es van descobrir dues càmeres ocultes a casa seva. També es va informar que la mansió d'Epstein a Nova York tenia un ampli sistema de videovigilància.
Maria Farmer, una artista que va treballar per a Epstein el 1996, va assenyalar que Epstein li va mostrar una sala multimèdia a la mansió de Nova York on hi havia persones vigilant les càmeres estenopeiques de tota la casa. En la sala de premsa s'hi accedia a través d'una porta oculta.
Epstein suposadament "prestava" noies a persones poderoses per congraciar-se amb elles i també per obtenir possible informació a través del xantatge. Segons el Departament de Justícia, guardava discos compactes amb clau a la caixa forta de la seva mansió de Nova York amb etiquetes escrites a mà que incloïen la descripció: "jove [nom] + [nom]". Epstein va donar a entendre que tenia material de xantatge quan li va dir a un reporter del New York Times el 2018, extraoficialment, que tenia draps bruts sobre persones poderoses, inclosa informació sobre les inclinacions sexuals i el consum de drogues recreatives.